# Gare de Miribilla
Miribilla est le nom d'une gare ferroviaire souterraine de Bilbao (Pays basque - Biscaye), correspondant à la ligne C-3 de Renfe Cercanías Bilbao.
La gare est située dans le nouveau quartier de Miribilla, district d'Ibaiondo. Elle a été inaugurée le 18 décembre 2008, après trois ans et demi de travaux, grâce au plan de l'association Bilbao Ria 2000.
La gare se trouve à presque 50 mètres sous terre et est la gare la plus profonde de tout le réseau de l'Adif. Pour leur construction on a dû creuser trois puits (pour des escalators, la ventilation et les urgences), l'un d'eux, celui correspondant aux escalators, de 50 mètres hauteur et 15 mètres de diamètre. Il a en outre été nécessaire d'étendre le tunnel ferroviaire qui traverse le sous-sol du quartier, toujours sans interrompre le trafic ferroviaire.
L'accès aux quais s'effectue depuis le terminal situé dans la place face au centre commercial de Miribilla. Le bâtiment (une entrée vitrée), de 300 mètres carrés, dispose de machines d'auto ventilation. Le transfert des voyageurs aux quais s'effectue au moyen d'escalators, bien que la gare dispose aussi d'escaliers. Au total on a installé six escalators panoramiques, avec des puits de lumière grâce aux baies vitrées du bâtiment des voyageurs, avec une capacité de 21 personnes chacun. Le trajet en escalator a une durée d'environ 30 secondes.
À l'étage 0, à la hauteur de la rue, on trouve l'entrée de la gare. À l'étage -1, à 42 mètres de profondeur, se trouve le couloir d'accès à la voie 2, direction Orduña, et à l'étage -2, à 47 mètres de profondeur, se situe le couloir d'accès à la voie 1, direction Bilbao-Abando. Entre les étages 0 et -1 nous trouvons quatre étages supplémentaires (S1, S2, S3 et S4), non accessibles.
On estime qu'un total de 130 trains de Cercanías de RENFE s'arrêtent les jours ouvrables dans la gare de Miribilla, dont profitent les habitants Miribilla, San Adrián et du complexe de logements Torre Urizar.
| Provenance/Destination | <             | Ligne | >       | Provenance/Destination |
| ---------------------- | ------------- | ----- | ------- | ---------------------- |
| Bilbao-Abando          | Bilbao-Abando |       | La Peña | Orduña                 |

## Galerie

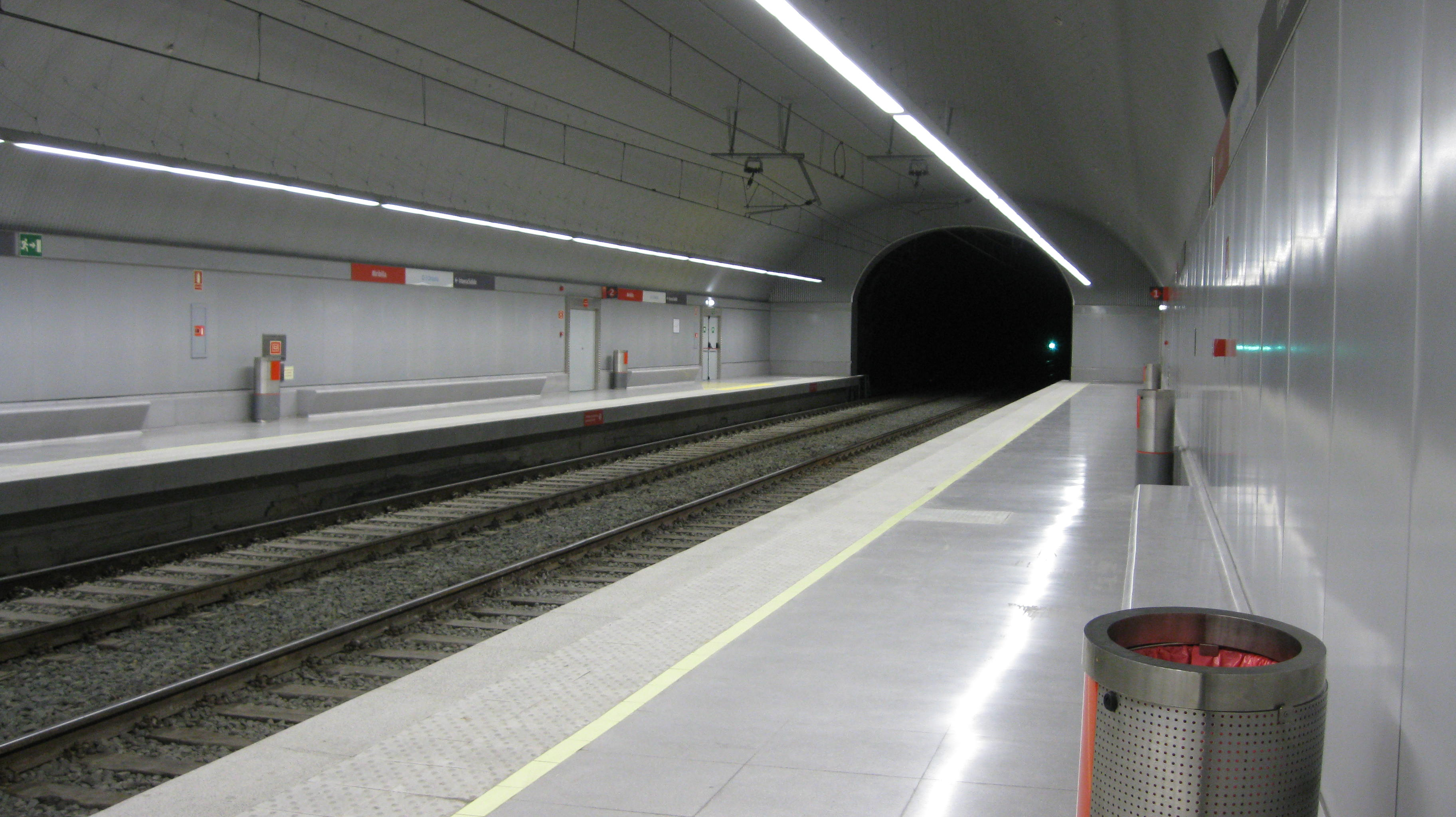
Andenes
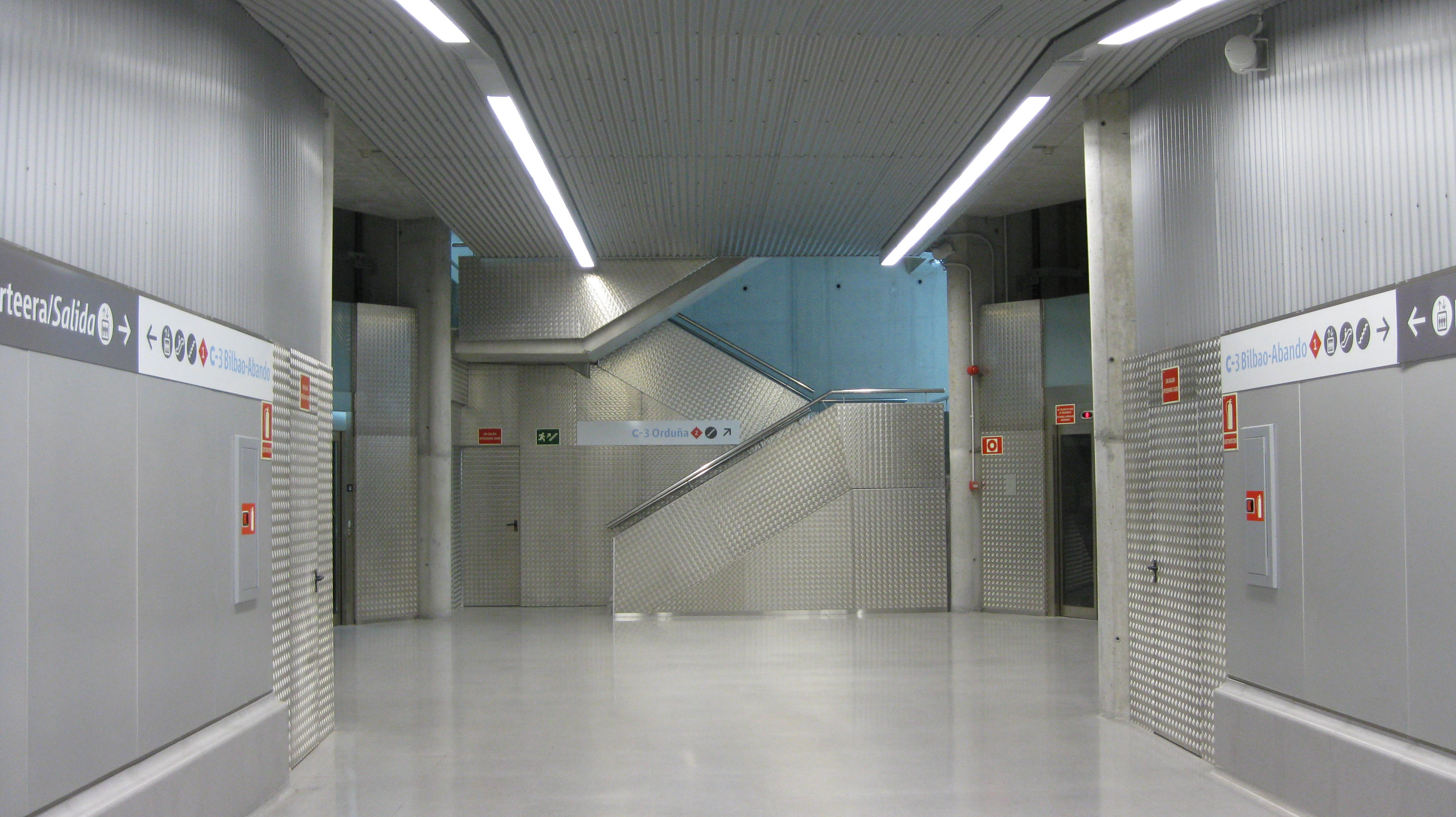
Hall d'accès à la voie 1
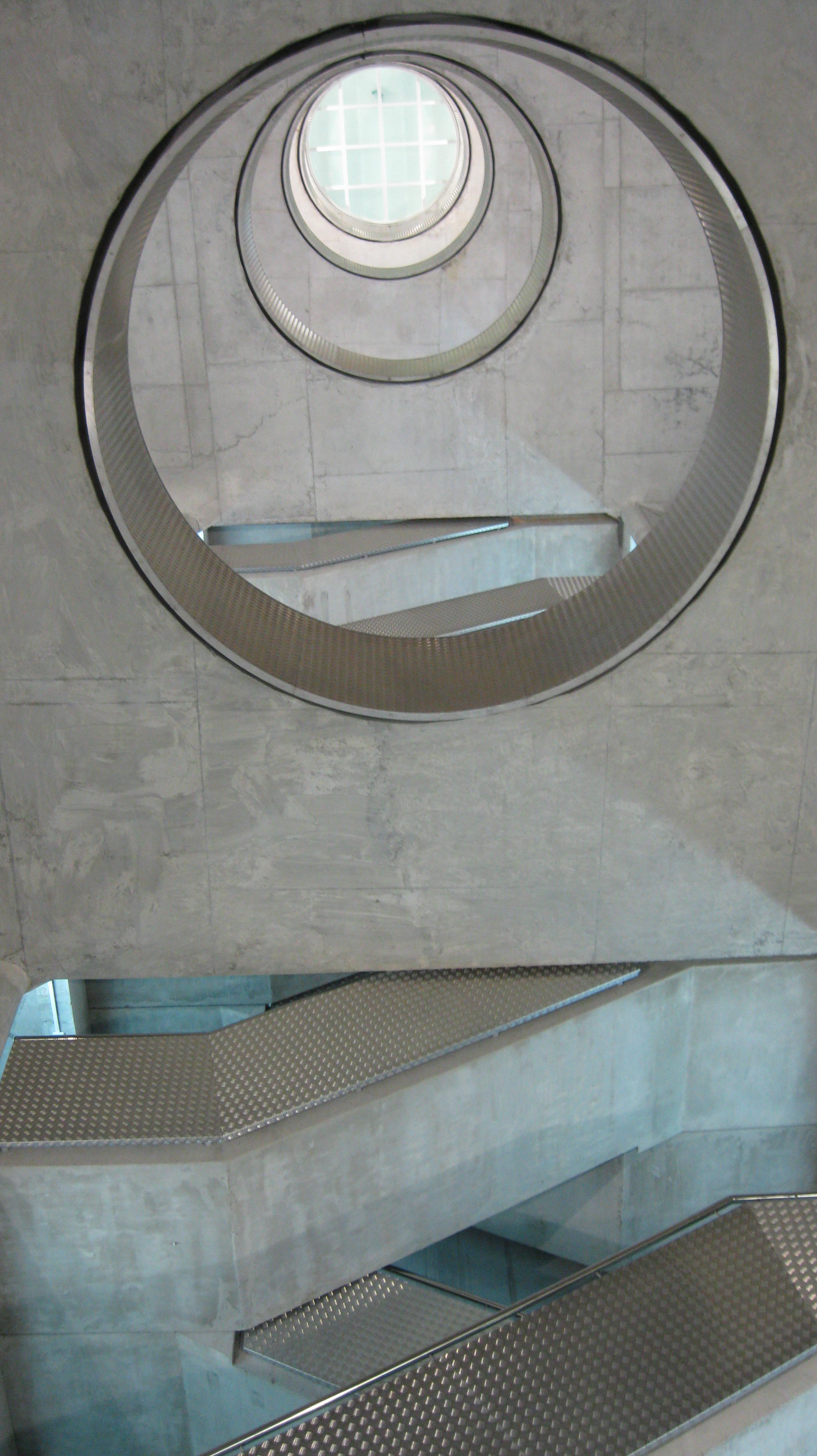
Vue du couloir principal depuis le hall d'accès à la voie 2
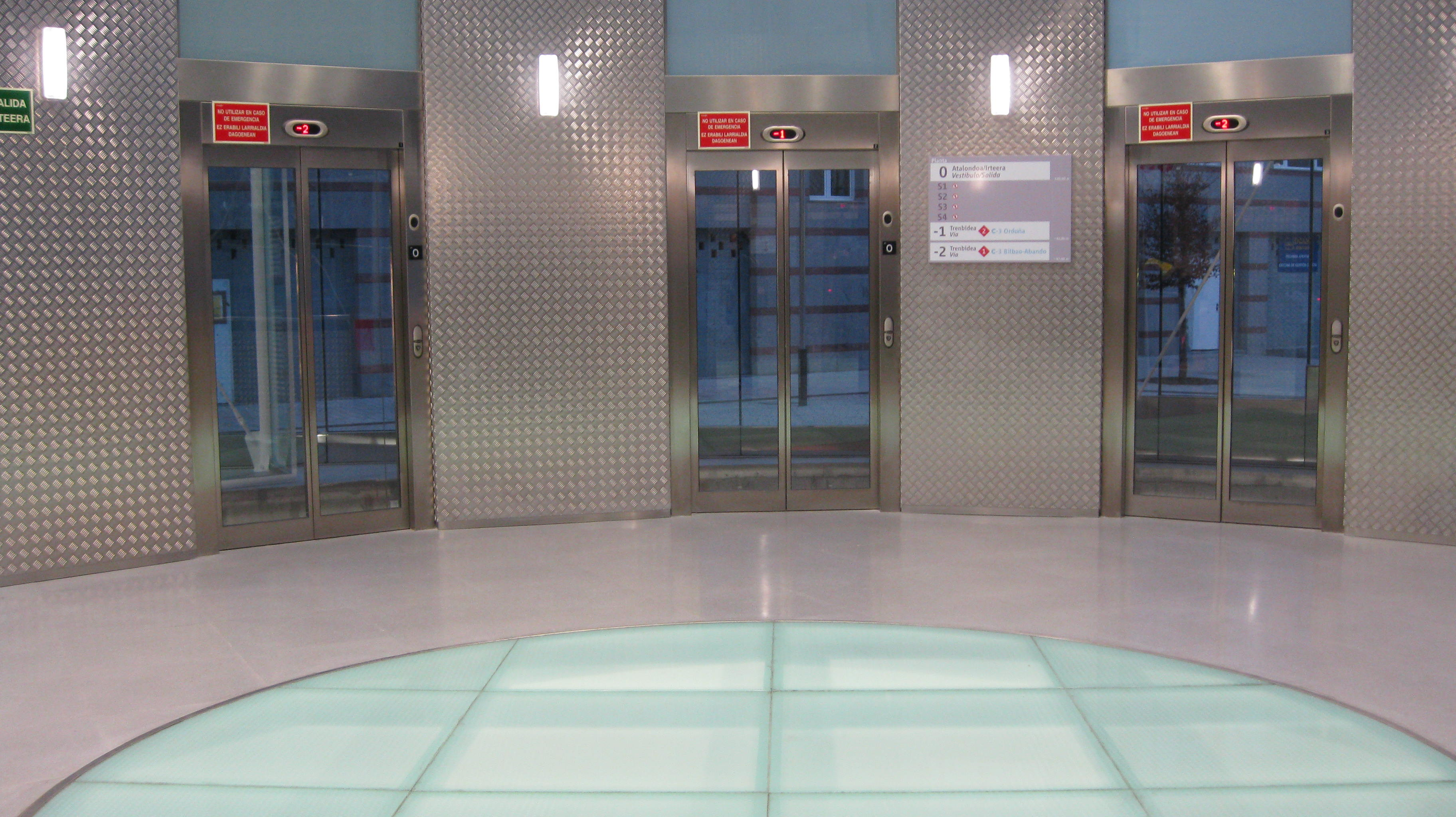
Couloir principal, avec trois des six ascenseurs

## Autres stations de la municipalité
À Bilbao on trouve également les stations de la Renfe Cercanias suivantes :

## Voir également
- Renfe Cercanías Bilbao